# Laremy Tunsil
Laremy Alexander Tunsil (Lake City, 2 agosto 1994) è un giocatore di football americano statunitense che milita nel ruolo di offensive guard per i Washington Commanders della National Football League (NFL).

## Carriera universitaria
Tunsil al college giocò con gli Ole Miss Rebels dal 2013 al 2015. Nell'ultima annata fu costretto a saltare le prime sette partite della stagione a causa della sospensione da parte della NCAA per avere accettato dei benefit vietati dal regolamento. Per tale motivo non fu premiato come All-American malgrado le sue solide prestazioni. Complessivamente, in 28 partite disputare coi Rebels in carriera, concesse due soli sack agli avversari diretti.

## Carriera professionistica

### Miami Dolphins
Poco dopo l'ultima partita di Ole Miss nella stagione 2015, Tunsil annunciò la sua decisione di saltare l'ultimo anno di college e rendersi eleggibile per il Draft NFL 2016. Nel mese di febbraio 2016, diverse pubblicazioni lo indicarono come possibile prima scelta assoluta. L'analista di NFL Media Lance Zierlein lo paragonò all'offensive tackle All-Pro Tyron Smith. Dopo una prestazione positiva all'NFL Scouting Combine, Tunsil rafforzò il ruolo di potenziale prima scelta. Il 29 aprile 2016, pochi minuti prima del Draft, un hacker penetrò nel profilo Twitter di Tunsil, pubblicando un video che lo vedeva fumare marijuana. Anche se tale video risaliva a cinque anni prima e il giocatore aveva superato tutti i test antidoping nei mesi precedenti all'evento, ciò scoraggiò diverse franchigie, facendolo scivolare fino alle tredicesima selezione, da parte dei Miami Dolphins. Debuttò come professionista partendo come titolare nella gara del primo turno persa contro i Seattle Seahawks. La sua stagione da rookie si concluse disputando 14 partite, tutte come titolare, mentre i Dolphins raggiunsero i playoff per la prima volta dal 2008. La Pro Football Writers of America lo inserì nella formazione ideale dei rookie.

### Houston Texans
Il 31 agosto 2019 Tunsil fu scambiato con gli Houston Texans. A fine stagione fu convocato per il suo primo Pro Bowl.
Il 19 marzo 2023 Tunsil firmó con i Texans un rinnovo triennale del valore di 75 milioni di dollari. A fine stagione fu convocato per il suo quarto Pro Bowl.

### Washington Commanders
Il 10 marzo 2025 Tunsil venne ceduto ai Washington Commanders, insieme ad una scelta del quarto giro, in cambio di una scelta del secondo, un terzo e quarto giro del Draft 2025.

## Palmarès
- Convocazioni al Pro Bowl: 5

2019, 2020, 2022, 2023, 2024
- PFWA All-Rookie Team - 2016